# Заразно зло: Изтребване
„Заразно зло: Изтребване“ (на английски: Resident Evil: Extinction) е екшън/ужас филм от 2007, третата част от поредицата „Заразно зло“, базирана на игрите на японската компания „Капком“.
Заимствани са елементи от играта „Заразно зло: Код Вероника“.
Във филма, героинята Алис, заедно с групата оцелели от Ракун сити, се опитва да стигне от пустинята Мохаве до Аляска, където няма инфекция, според трансмисии, записани в тетрадка, намерена от Алис.

## Актьорски състав
- Мила Йовович – Алис и нейните клонинги
- Али Лартър – Клер Редфийлд
- Одед Фер – Карлос Оливейра
- Иън Глен – Д-р Александър Айзакс
- Ашанти – Сестра Бети
- Майк Епс – Лойд Джеферсън
- Спенсър Лок – К-Март
- Джейсън О'Мара – Албърт Уескър
- Кристофър Егън – Майки
- Мадлин Карол – Бялата кралица
- Матю Марсдън – Алекс Слейтър
- Линдън Ашби – Чейс
- Джо Хърсли – Ото

## Филми от поредицата за „Заразно зло“
Поредицата „Заразно зло“ включва 7 филма:
- „Заразно зло“ (2002)
- „Заразно зло: Апокалипсис“ (2004)
- „Заразно зло: Изтребване“ (2007)
- „Заразно зло: Живот след смъртта“ (2010)
- „Заразно зло: Възмездие“ (2012)
- „Заразно зло: Финалът“ (2016)
- „Заразно зло: Началото“ (2021)